# The Silent Force
The Silent Force è il terzo album studio della band olandese Within Temptation, uscito nel 2004.

## Descrizione
Anticipato dal singolo Stand My Ground, The Silent Force non tarda a riscuotere un enorme successo e a guadagnarsi il disco di platino dopo 3 soli mesi dall'uscita. Ad oggi, infatti, l'album ha venduto più di 500 000 copie nel mondo. Anche i brani Memories ed Angels sono stati pubblicati come singoli e, in particolare quest'ultimo, ha fatto sì che i Within Temptation ricevessero – nei Paesi Bassi – il premio sia come migliore rock band sia come band più conosciuta all'estero.

Il nuovo album stilisticamente si distanzia parecchio dal precedente, le influenze dalla musica celtica apparse in Mother Earth vengono grossomodo ridimensionate a favore di imponenti orchestrazioni e arrangiamenti corali, stavolta non sintetici ma realizzati con l'ausilio di una vera orchestra di 80 elementi. Daniel Gibson, produttore dell'album, ha invece prestato il proprio ausilio anche per la composizione dei brani Stand My Ground, Aquarius e A Dangerous Mind.

## Tracce
1. Intro – 1:58 (Robert Westerholt, Martijn Spierenburg)
2. See Who I Am – 4:51 (Robert Westerholt, Sharon den Adel)
3. Jillian (I'd Give My Heart)[9] – 4:46 (Robert Westerholt, Sharon den Adel, Martijn Spierenburg)
4. Stand My Ground – 4:26 (Robert Westerholt, Sharon den Adel, Martijn Spierenburg)
5. Pale – 4:28 (Robert Westerholt, Sharon den Adel)
6. Forsaken[10] – 4:53 (Robert Westerholt, Sharon den Adel)
7. Angels – 4:00 (Robert Westerholt, Sharon den Adel, Martijn Spierenburg)
8. Memories – 3:51 (Robert Westerholt, Sharon den Adel, Martijn Spierenburg)
9. Aquarius – 4:46 (Robert Westerholt, Sharon den Adel)
10. It's The Fear – 4:06 (Robert Westerholt, Sharon den Adel)
11. Somewhere – 4:13 (Robert Westerholt, Sharon den Adel)

Bonus tracks
1. A Dangerous Mind – 4:17 (Robert Westerholt, Sharon den Adel)
2. The Swan Song – 3:58 (Robert Westerholt, Sharon den Adel)
3. Destroyed – 4:52 (Robert Westerholt, Sharon den Adel)
4. Jane Doe – 4:30 (Robert Westerholt, Sharon den Adel)
5. Say My Name – 4:04 (Robert Westerholt, Sharon den Adel)
6. The Promise (Live in Tilburg) – 8:00 (Robert Westerholt, Sharon den Adel)
7. Stand My Ground (Acoustic) – 3:43 (Robert Westerholt, Sharon den Adel, Martijn Spierenburg)
8. Angels (Live in Tilburg) – 4:05 (Robert Westerholt, Sharon den Adel, Martijn Spierenburg)
9. Stand My Ground (Video)
10. Angels (Video)

## Formazione
- Sharon den Adel - voce
- Ruud Adrianus Jolie - chitarra solista
- Robert Westerholt - chitarra ritmica
- Martijn Spierenburg - tastiere
- Jeroen van Veen - basso
- Stephen van Haestregt - batteria

### Altri musicisti
- Isaac Muller, Siard de Jong – strumenti celtici